# Woolpit
Woolpit est un village et une paroisse civile du Suffolk, en Angleterre, situé à mi-chemin entre Bury St Edmunds et Stowmarket. Administrativement, il relève du district non métropolitain du Mid Suffolk. Son nom est associé à la légende des enfants verts de Woolpit.

## Toponymie
Le village est mentionné sous le nom Wlpit au Xe siècle, puis Wlfpeta dans le Domesday Book. Son nom provient du vieil anglais wulf-pytt, désignant une fosse servant à piéger les loups.

## Histoire
En 1005, le thegn Ulfcytel cède le manoir et l'église de Wlpit à la future abbaye de Bury St Edmunds, qui les conserve jusqu'à sa dissolution, en 1539. Durant cette période, le village constitue une destination de pèlerinage populaire grâce à sa source, dont l'eau est réputée guérir les yeux malades.

## Démographie
Au recensement de 2011, la paroisse civile de Woolpit comptait 1 995 habitants.